# Le dilettante d’Avignon
Le dilettante d’Avignon ist eine Oper in einem Akt des französischen Komponisten Fromental Halévy. Das Libretto stammt von Léon Halévy, dem Bruder des Komponisten und basiert auf dem unvollendeten Libretto Le directeur du spectacle von François-Benoît Hoffman. Die Uraufführung fand am 7. November 1829 in der Salle Ventadour der Opéra-Comique in Paris statt.

## Handlung
Im Foyer des Theaters von Avignon verkündete der dilettantische Theaterdirektor Maisonneuve, der den Spitznamen „Casanova“ angenommen hat, dass er ausschließlich italienische Musik liebe. Dabei kann der Franzose kein Wort Italienisch und hat auch kaum Ahnung von Musik. Sein französisches Theaterensemble hat er entlassen und durch italienische Künstler ersetzt. Dabei weiß er nicht, dass die neuen Künstler allesamt die alten sind, die sich nur als Italiener verkleideten. Hinzu kommt noch, dass sich der musikalische Leiter in die Tochter des Direktors verliebt hat. Am Ende klärt sich alles auf, und man kommt zu einem Happy End und der Erkenntnis, dass man die besten Seiten der italienischen und französischen Musik miteinander verbinden könnte.

## Orchester
Die Orchesterbesetzung der Oper enthält die folgenden Instrumente:
- Holzbläser: zwei Flöten (2. auch Piccolo), zwei Oboen, zwei Klarinetten, zwei Fagotte
- Blechbläser: vier Hörner, zwei Trompeten, drei Posaunen
- Pauken, Schlagzeug: große Trommel, Becken, Triangel
- Streicher

## Werkgeschichte
Das unvollendete Libretto wurde Léon Halévy vom Sohn des zwischenzeitlich verstorbenen François-Benoît Hoffman vermacht. Er vervollständigte das Textbuch und machte daraus eine Satire über italienische Musik, wobei er auch einige satirische Anspielungen auf seinen komponierenden Bruder einbaute. Hintergrund war die damals noch immer schwebende musikalische Konkurrenz zwischen dem französischen und italienischen Opernstil. Nach der erfolgreichen Aufführung seiner Oper Clari (1828) bewirkte der Erfolg von Le dilettante d’Avignon seine endgültige Anerkennung als Opernkomponist. Der Premiere folgten 118 weitere Aufführungen.
Weitere Produktionen gab es 1830 in Lüttich und 1837 in Brüssel. Eine für 1863 vorgesehene Wiederaufnahme an der Opéra-Comique kam nicht zustande. Maurice Schlesinger veröffentlichte das Werk in seinem Musikverlag.
Im April 2014 kam es zu einer Neuaufführung in Avignon. Ein Livemitschnitt kam 2019 als Doppel-CD heraus. Unter der Leitung von Michel Piquemal spielte das Orchestre Régional Avignon-Provence, und es sang der Chœur Régional Provence-Alpes-Côte d’Azur. Als Solisten wirkten u. a. Mélody Louledjean, Virginie Pochon, Mathias Vidal, Julien Véronèse und Arnaud Marzorati mit.

## Digitalisate
- Le dilettante d’Avignon: Noten und Audiodateien im International Music Score Library Project
- Partitur, Paris. Digitalisat bei Gallica
- Partitur, 1863. Digitalisat bei Gallica
- Libretto (französisch), Paris 1829. Digitalisat der Österreichischen Nationalbibliothek